# Черткова, Елизавета Ивановна
Елизавета Ивановна Черткова (урождённая графиня Чернышёва-Кругликова; 12 сентября 1832 — 1922) — благотворительница, последовательница лорда Редстока; внучка графа Г. И. Чернышёва.

## Биография
Вторая дочь героя войны 1812 года полковника Ивана Гавриловича Кругликова (1787—1847) от брака с графиней Софьей Григорьевной Чернышёвой (1799—1847). В 1832 году Кругликов присоединил фамилию жены, получив графский титул и чернышёвский майорат.
Детство и юность провела с родителями за границей, в основном в Италии. Получила хорошее домашнее образование. Летом 1847 года после смерти матери с отцом вернулась в Россию, где осенью того же года скончался и он. Находилась под опекой графа М. Ю. Виельгорского.

В 1851 году стала женой будущего генерал-адъютанта Григория Ивановича Черткова (1828—1884), имевшего репутацию человека прямого и честного. Супруги жили в собственном особняке на Английской наб., 38 и были весьма близки к царскому двору. В их доме собиралось все высшее петербургское общество и часто бывал император Александр II. Елизавета Ивановна считалась одной из первых красавиц столицы. По словам современника, она 
отличалась исключительной красотой, хотя несколько строгой; имела правильные черты, прекрасные волосы и зубы, очень высокого роста, величественная, настоящая «аристократка». Была женщиной очень строгих нравственных взглядов, преданная жена и мать.
В её обращении к Богу решающую роль сыграла болезнь и смерть двух сыновей, Михаила и Григория. Живя с ними за границей, она посещала протестантские церкви в Англии, Германии и Швейцарии. По словам Лескова, в Россию Черткова вернулась «полностью другим человеком». Она оставила придворную жизнь и начала заниматься широкой благотворительностью, а также проповедью Евангелия. В 1874 году пригласила в Россию лорда Редстока, с которым познакомилась на евангелическом собрании в Париже в 1868 году. Этот визит стимулировал распространение евангелического вероучения в Петербурге и далее по остальной России.
Сама Черткова организовала Дамский комитет посетительниц тюрем и ночлежный приют для бездомных. После эмиграции лидера русских евангельских христиан Пашкова (замужем за которым была её родная сестра) возглавила евангельских христиан Петербурга.
В начале 1890-х годов Черткова приобрела участок земли на Васильевском острове, где построила деревянный одноэтажный особняк. Он стал одним из трёх центров евангельского христианства в Санкт-Петербурге. Также она распространяла евангельское христианство и в Воронежской губернии (ныне Лизиновское сельское поселение), где было имение её мужа. Организовывала праздники и чтения Евангелий. В 1897 году после высылки сына была вынуждена жить в Англии. Проживала там с сыном Владимиром, его супругой Анной и маленьким внуком Владимиром.
C 1908 года принимала деятельное участие в возведении Дома Евангелия в Санкт-Петербурге (24-й линия Васильевского острова, д. 3/7.), который был открыт 25 декабря 1911 года. Умерла в 1922 году в Англии.

## Семья
В браке имели трёх сыновей:
- Григорий Григорьевич (15.12.1852—29.11.1868), умер в Париже от водянки, образовавшейся из-за золотухи.
- Владимир Григорьевич (22.10.1854—9.11.1936), писатель, общественный деятель, сподвижник Л. Н. Толстого.
- Михаил Григорьевич (16.10.1856[3]—03.12.1866), родился в Петербурге, крещен 11 ноября 1856 года в церкви Иоанна Предтечи в Пажеском корпусе при восприемстве великого князя Михаила Николаевича и тетки графини Е. И. Орловой-Денисовой; умер в Ницце от болезни в груди.